# Тестування леза

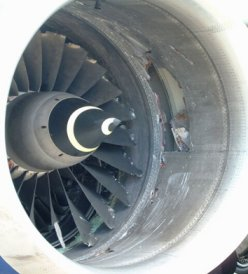
Пошкоджений корпус двигуна під час випробування лопатями.

Тестування без лопатей — це особлива форма випробувань для безпеки польотів, яка вимагається Федеральним управлінням цивільної авіації та іншими агентствами безпеки для сертифікації безпечних характеристик реактивних двигунів. Випробування вимагають від виробників двигунів провести принаймні два випробування двигуна, щоб переконатися, що двигун може витримати відлам лопатей компресора або вентилятора всередині двигуна та відламування лопатей турбіни всередині двигуна, без осколків, викинутих через зовнішній корпус двигуна.
У Сполучених Штатах випробування вимагаються відповідно до Розділу 14, Частини 33, Підрозділу F, Розділу 33.94 Кодексу федеральних правил США (англ. CFR), випробування на герметичність лопаті та дисбаланс ротора. Еквівалентні вимоги до випробувань наведені в Сертифікаційних специфікаціях для двигунів (англ. CS-E), опублікованих Європейським агентством з авіаційної безпеки (англ. EASA).

## Конструкція
Однією з найскладніших вимог щодо конструкції та сертифікації компонентів комерційних реактивних двигунів є пом'якшення наслідків виходу з ладу ротора, що може призвести до катастрофічної втрати літака та/або пасажирів. Відмова лопаті двигуна відбувається, коли раптова зміна швидкості спричиняє коливання обертання ротора та, як наслідок, перенапруження лопаті, або коли лопаті чи група лопатей виходить з ладу через втому від повторюваних циклічних навантажень. Випробування динаміки ротора та умов вимкнення лопатей для забезпечення безпечної роботи є надзвичайно дорогим, тривалим і трудомістким. Для випробування зазвичай потрібна спеціально підготовлена лопатка компресора або турбіни з вбудованим невеликим зарядом вибухової речовини, щоб відокремити його за командою під час випробування.
Випробування та стандарт не вимагають, щоб двигуни продовжували працювати після поломки лопаті, а лише щоб у зовнішній корпус двигуна не проникали осколки та щоб він не вібрував настільки сильно під час зупинки, щоб відірватися від літака, за винятком інших несправностей. Товариство автомобільних інженерів підготувало звіти про кількість несправностей лопатей.

## Історія

### Сполучені Штати
Оригінальний випуск "Стандартів льотної придатності для авіаційних двигунів" (14 CFR 33) від 10 червня 1964 року включив вимогу щодо довговічності в частину 33.19, щоб гарантувати, що «конструкція корпусів ротора компресора та турбіни повинна забезпечувати стримування пошкодженних частин внаслідок відмови ротора». У 1965, 1968, та 1970 видано серію змінних консультативних циркулярів (AC), щоб надати вказівки щодо демонстрації відповідності вимогам "Стандартів льотної придатності". Керівництво 1965 року в AC 33-1 відзначало перевагу «стійких до проколів корпусів роторів або окремої броні, достатньої для утримання відламаних лопатей ротора та лопаток статора», а також ротора та підшипників двигуна, достатньо міцних, «для забезпечення запасу міцності на період зупинки та низькошвидкісного вітряка, коли виникають великі дисбаланси, типові для пошкодженої лопаті ротора», але більше турбувався про пом'якшення пошкодження після потрапляння стороннього предмета. До 1970 року AC 33-1B забезпечив більш конкретні критерії прийнятності для захисної оболонки, яка повинна була бути в змозі запобігти «значному розриву або небезпечному викривленню корпусу двигуна та викиду лопатей крізь або за межі корпусу двигуна чи щита».
Поправка 10 до стандартів льотної придатності була опублікована Федеральною авіаційною адміністрацією 23 лютого 1984 року, яка змінила вимогу довговічності 33.19, додавши, що «рівні енергії та траєкторії осколків, що є результатом відмови лопатей ротора, які знаходяться за межами корпусів ротора компресора та турбіни, повинні бути визначені» та шляхом перенесення деяких вимог щодо випробувань без леза з рекомендаційних циркулярів до нового регламенту (14 CFR 33,94).

### Європа
Вимоги до еквівалентних випробувань на відрив лопатки були визначені в розділі «Відмова лопатки компресора та турбіни» : Підрозділ E, Розділ 810 Об'єднаних авіаційних вимог до двигунів (англ. JAR-E), розроблених та виданих Об'єднаними авіаційними органами. JAR-E було замінено ідентично структурованими Сертифікаційними специфікаціями для двигунів (англ. CS-E), спочатку схваленими та виданими Європейським агентством з авіаційної безпеки 24 жовтня 2003 року. Той самий Підрозділ E та Розділ 810 CS-E застосовуються для випробування на відрив леза. Поправка 6 до CS-E 810 стверджує, що для сертифікації турбінного двигуна «необхідно продемонструвати, що будь-який окремий компресор або турбінна лопатка буде збережена після відриву, і що небезпечний ефект двигуна не може виникнути в результаті іншого ймовірного пошкодження двигуна, яке може виникнути до того, як двигун вимкнеться після відриву лопаті».

### Відео
- Tubine engine blade fail test на YouTube 2'14", 2008
- A380 Blade Off Test на YouTube 5'35", 2007